# Marvelous USA
Marvelous USA è un'azienda statunitense che produce videogiochi. Nota per il marchio XSEED Games, è una società controllata della giapponese Marvelous (precedentemente Marvelous AQL).
Fondata nel novembre 2004, ha stretto un accordo con Nihon Falcom per la distribuzione in America Settentrionale dei videogiochi appartenenti alle serie Ys e The Legend of Heroes. L'azienda ha pubblicato inoltre su Steam due dei titoli della software house giapponese: Ys: The Oath in Felghana e Ys Origin.